# Буонвино, Паоло
Паоло Буонвино (итал. Paolo Buonvino; род. 1968, Скордия, Сицилия) — итальянский композитор, дирижер и музыкальный аранжировщик, автор музыки к фильмам.

## Биография
Буонвино родился в 1968 году в Скордия, Сицилия.
Окончил школу фортепиано в Консерватории Франческо Чилея в Реджо-Калабрии. Карьеру начал в качестве музыкального ассистента Франко Баттиато . С конца 1990-х он сочинял партитуры, а в 1999 году выиграл приз Cam / Rota.  В 2008 году ему присуждена премия Дэвида ди Донателло за лучший результат и Nastro d'Argento в той же категории за фильм «Тихий хаос». В 2009 году он выиграл второе произведение Nastro d'Argento за счет фильма Итальянцы. Он также сотрудничал с певцами Долорес О'Риордан, Кармен Консоли, Элиза, Неграмаро, Джованотти и другими. Его последняя работа в настоящий момент - это сотрудничество с певицей Скин в сериале Медичи: Повелители Флоренции на Netflix.

## Избранная фильмография
- Ecco fatto (1998)
- But Forever in My Mind (1999)
- The Lost Lover (1999)
- Padre Pio: Miracle Man (2000)
- Последний поцелуй (2001)
- Помни обо мне (2003)
- Ferrari (2003)
- Life as It Comes (2003)
- On My Skin (2003)
- Five Moons Square (2003)
- Manual of Love (2005)
- Romanzo Criminale (2005)
- Napoleon and Me (2006)
- Concrete Romance (2007)
- I Vicerè (2007)
- Manual of Love 2 (2007)
- Quiet Chaos (2008)
- La matassa (2009)
- Italians (2009)
- Поцелуй меня ещё раз (2010)
- Любовь: Инструкция по применению (2011)
- One Day More (2011)
- It May Be Love But It Doesn't Show (2011)
- Tutto tutto niente niente (2012)
- If I Were You (2012)
- The Fifth Wheel  (2013)
- Indovina chi viene a Natale? (2013)
- Anita B. (2014)
- Отцы и дочери (2015)
- Медичи (2015)
- The Summer House (2019)
- Явление (2020)